# L'Improbable Voyage d'Harold Fry
Pour plus de détails, voir Fiche technique et Distribution.
L'Improbable Voyage d'Harold Fry est un film dramatique britannique de Hettie MacDonald sorti en 2023.

## Synopsis
Harold Fry, un retraité, vit une vie tranquille avec sa femme Maureen jusqu’au jour où il reçoit une lettre de la part d’une ancienne collègue de travail et amie, Queenie. Cette dernière lui annonce qu’elle est dans un hospice et que, s’attendant à mourir prochainement, elle lui fait ses adieux.
Après l’indécision quant à la réponse qu’il souhaite lui transmettre et l’insuffisance vécue de la lettre composée, Harold s’élance finalement dans une longue marche au travers de l’Angleterre pour rejoindre l’hospice où se trouve Queenie. Sur le rythme du nouveau mantra d’Harold « You will not die. Die you will not. », une offre d’accord est transmise à Queenie via le personnel de l’hospice : lui, Harold, marchera et en contrepartie elle, Queenie, ne mourra pas. Pendant ces 500 miles (apparentés à un pèlerinage), Harold fait de nombreuses rencontres, découvre des lieux variés et, surtout, est amené à faire face à la tragédie d’une relation échouée avec son fils vingt-cinq ans auparavant, une étape nécessaire pour lui-même et pour le rétablissement d’une relation saine avec Maureen, sa femme.

## Fiche technique
Sauf indication contraire, les informations mentionnées dans cette section peuvent être confirmées par les bases de données cinématographiques IMDb et Allociné,  présentes dans la section « Liens externes ».
- Titre original : The Unlikely Pilgrimage of Harold Fry
- Réalisation : Hettie MacDonald
- Scénario : Rachel Joyce
- Musique : Ilan Eshkeri
- Décors : Christina Moore
- Costumes : Sarah Blenkinsop
- Photographie : Kate McCullough
- Montage : Napoleon Stratogiannakis et Jon Harris
- Son :
- Production : Kevin Loader, Juliet Dowling et Marilyn Milgrom
  - Producteur délégué : Rachel Joyce, Paul Venables, Lizzie Francke, Tim Haslam, Hugo Grumbar, Peter Touche et Christelle Conan
  - Coproducteur : Meg Clark
- Sociétés de production : Free Range Films et Essential Cinema
- Sociétés de distribution : Wild Bunch Distribution
- Pays de production :  Royaume-Uni
- Langue originale : anglais
- Format : couleur — 2,35:1
- Genre : Drame
- Durée : 108 minutes
- Dates de sortie :
  - Espagne : 22 avril 2023 (Barcelone)
  - Royaume-Uni : 28 avril 2023
  - France : 31 mai 2023

## Distribution
Sauf indication contraire ou complémentaire, les informations mentionnées dans cette section proviennent du générique de fin de l'œuvre audiovisuelle présentée ici.
- Jim Broadbent (VFB : Daniel Nicodème) : Harold Fry
  - Adam Jackson-Smith (VFB : Raphaëlle Bruneau) : Harold Fry, jeune
- Penelope Wilton (VFB : Myriam Thyrion) : Maureen Fry
  - Bethan Cullinane : Maureen Fry, jeune
- Linda Bassett : Queenie Hennessy
- Joseph Mydell (VFB : Jean-Michel Vovk) : Rex
- Earl Cave (en) (VFB : Maxime Donnay) : David Fry
- Monika Gossman (VFB : Myriem Akheddiou) : Martina
- Daniel Frogson (VFB : Maxime van Santfoort) : Wilf
- Naomi Wirthner : Kate
- Paul Thornley : Rich
- Claire Rushbrook : la femme du fermier
- Ian Porter (en) : Jim l'oncologiste
- Sam Lee : le chanteur

Version française dirigée par Alexandra Correa au studio Titra Film (Belgique), d'après une adaptation des dialogues de Linda Bruno. Informations prélevées du carton du doublage français.